# 韋特勒·肖斯塔·克里斯蒂安森

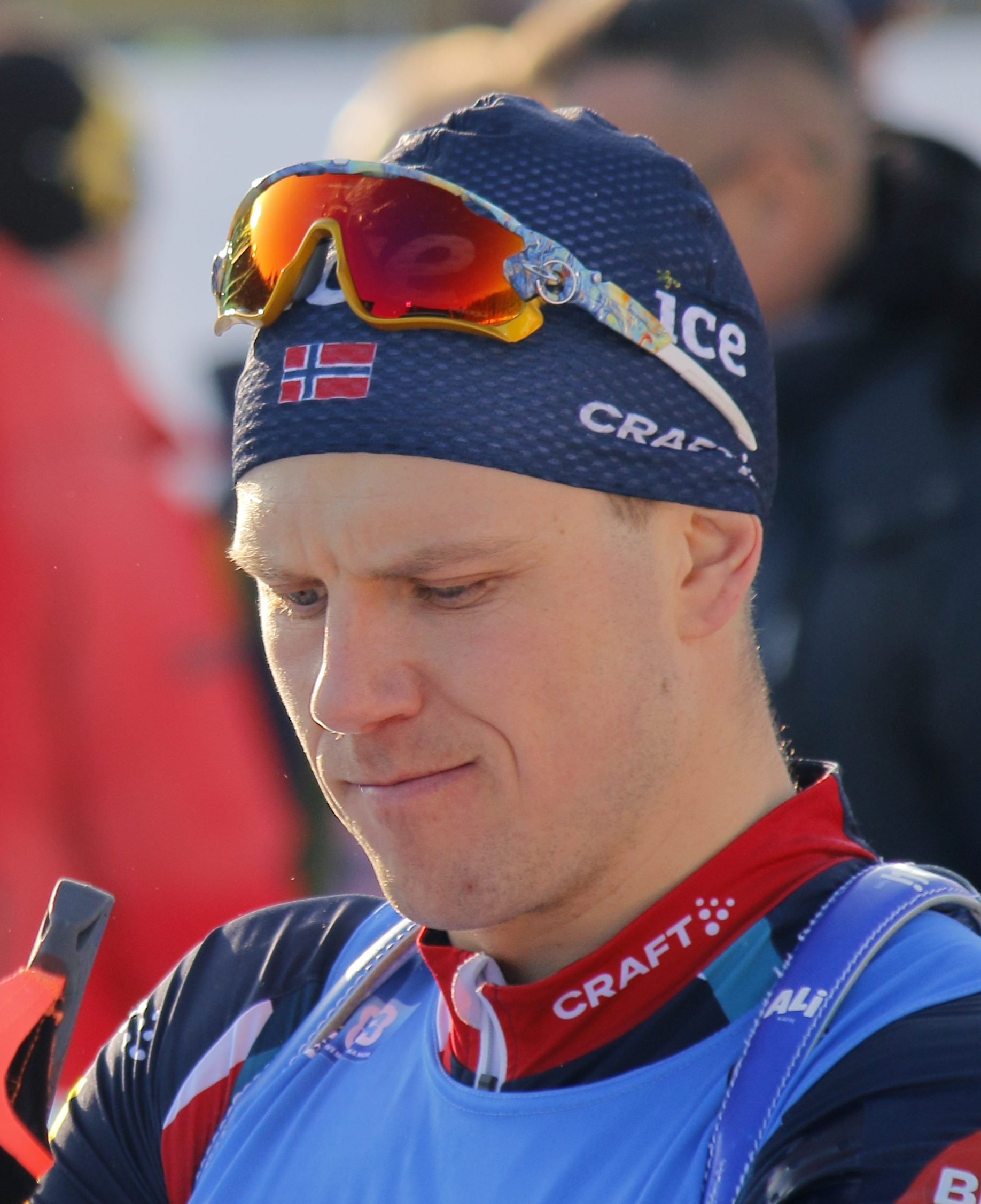
2023年的克里斯蒂安森

韋特勒·肖斯塔·克里斯蒂安森（挪威語：Vetle Sjåstad Christiansen，1992年5月12日—），挪威冬季兩項運動員，他代表挪威隊參加了中國舉行的2022年冬季奧林匹克運動會，並且在男子4×7.5公里接力比賽上獲得金牌。